# 超級影評的傳奇人生
《超級影評的傳奇人生》（英語：Life Itself）是一部2014年史蒂夫·詹姆斯执导的美国传记题材纪录片，讲述美国著名影评人罗杰·伊伯特的生平。Zak Piper、Steve James 和 Garrett Basch 监制。改编自罗杰·伊伯特于2011年发表的同名回忆录。
2014年圣丹斯影展上首映，也是第67届坎城影展的竞赛片。第41届特莱瑞德影展于8月28日举办了一场特别展映。Magnolia Pictures于2014年7月4日负责北美的戏院发行和视频点播。
影片入选第87届奥斯卡金像奖最佳纪录片15部初选名单。榮獲第86屆國家評論協會獎最佳紀錄片。

## 评价
影片获得了各方盛赞，烂番茄上依据164个评论有98%的新鲜度，平均分8.4/10，该网站共识：“细节丰富且温暖感人，这是对传奇影评人快乐而深刻的致敬。”Metacritic上33家媒体给出87分的肯定。